# Powiat Neustadt O.S.
Powiat Neustadt O.S. (niem. Landkreis Neustadt O.S.) – dawna pruska, a później niemiecka jednostka terytorialna średniego szczebla (odpowiednik powiatu ziemskiego) z siedzibą w Prudniku. Powstała w 1743 roku i wchodziła w skład rejencji opolskiej. Istniała do końca II wojny światowej.

## Struktura
1 stycznia 1945 roku w skład powiatu wchodziły:
- 3 miasta: Prudnik (Neustadt O.S.), Biała (Zülz) i Głogówek (Oberglogau)
- 91 gmin
- obszar dworski Forst Schelitz

Współczesny powiat prudnicki nie pokrywa się z granicami przedwojennego.

## Liczba mieszkańców
- 1795 – 52 110[3]
- 1819 – 44 852[4]
- 1846 – 73 421[5]
- 1871 – 86 315[6]
- 1885 – 95 456[7]
- 1900 – 98 324[8]
- 1910 – 97 537[8]
- 1925 – 95 370[9]
- 1939 – 95 815[9]

W połowie XIX wieku większość mieszkańców powiatu stanowiła ludność polskojęzyczna. Topograficzny opis Górnego Śląska z 1865 roku odnotowuje dane statystyczne z roku 1861: „(...)vom Jahre 1861 hat der Kreis Neustadt O/S 80,101 Einwohner, worunter 6304 evangelische, 73,073 katolische, 723 judische und 1 Dissident, von denen sich 47,764 der polnischen, 32,316 der deutschen, 15 der mahrischen und 6 bohmischen Sprache bedeinen”, czyli w tłumaczeniu na język polski „w 1861 roku powiat Neustadt O/S zawierał 80,101 mieszkańców z czego 6304 było wyznania ewangelickiego, 73,073 katolickiego, 723 żydowskiego oraz 1 dysydent, z których 47,764 było polskojęcznymi, 32,316 niemieckojęzycznymi, 15 mowy morawskiej i 6 czeskiej”.

## Wybory i plebiscyty
W plebiscycie z 21.03.1921 na pytanie dotyczące przynależności Górnego Śląska do Niemiec lub też przyłączenia do Polski, w powiecie Neustadt O.S. jedynie mieszkańcy wschodnich jego terenów byli uprawnieni do wzięcia udziału w plebiscycie (do linii Pogórze, Brzeźnica, Ligota Bialska, Solec, Olbrachcice, Słoków i Olszynka).
Wynik: z 37 609 osób uprawnionych do głosowania, 33 159 (88,1%) opowiedziało się za przynależnością Górnego Śląska do Niemiec, a 4450 osób (11,9%) za przyłączeniem do Polski.
W plebiscycie z 3.09.1922 na pytanie: czy Górny Śląsk ma stać się odrębnym krajem związkowym w strukturach administracyjnych Niemiec czy pozostać prowincją kraju związkowego Prusy, w powiecie prudnickim przy frekwencji 88,3%, 45 091 głosujących (97,5%) opowiedziało się przeciwko odrębnemu krajowi związkowemu Górny Śląsk, a 1146 (2,5%) opowiedziało się za utworzeniem osobnego kraju związkowego.
W czasie ostatnich demokratycznych wyborów Republiki Weimarskiej w 1933 roku na NSDAP oddano 40,40% głosów, za partią Niemiecką Partią Centrum 40,25%, za KPD 7,44%, za DNVP 6,77%, a za SPD 4,99%, natomiast pozostałe zgłoszone partie wybrało kilkaset-kilkudziesięciu wyborców lub nikt nie oddał na nie głosu.

## Landraci
- 1818–1819: Josef von Gruttschreiber
- 1819–1830: Ernst von Dungern
- 1830–1842: Hans von Seherr-Thoß
- 1842–1843: Oswald Sack
- 1843–1849: Carl von Wittenburg
- 1849–1872: Adolph Ferdinand Berlin
- 1872–1886: Rudolf von Wittenburg
- 1887–1892: Franz Hubert von Tiele-Winckler
- 1892–1907: Stephan von Sydow
- 1907–1920: Hermann von Choltitz
- 1920–1922: Bernhard Danckelmann
- 1922–1933: Robert Pachur
- 1933–1937: Günther Schwantes
- 1937–1943: Conrad Listemann
- 1943–1945: Felix Scholz (w zastępstwie)

## Sąsiednie powiaty
- powiat Neisse
- powiat Falkenberg O.S.
- powiat Oppeln
- powiat Groß Strehlitz
- powiat Cosel
- powiat Leobschütz